# Bianca Urban
Ana Bianca Urban (Arad, 25 luglio 1976) è un'ex cestista rumena.

## Carriera
Con la Romania ha disputato due edizioni dei Campionati europei (2001, 2005).